# リセル
リセル（Lissele）、通称ヴェルヴェット（Velvet）は、デイヴィッド・エディングスのファンタジー小説『マロリオン物語』に登場する架空の人物。

## 人物概略
アローン諸国のひとつであるドラスニアの辺境伯令嬢。《ムリンの書》に代表される『光の予言』において【女狩人】と呼ばれ、マロリオンで探索の旅の仲間となる。特徴としては、
- 蜂蜜色の髪を持つ。旅の仲間の女性陣のなかでは最年少。
- 貴族出身でありながら、敏腕女スパイとして活躍している。
- 武器はえくぼと懐剣と絹の紐でできた首締め具（＝ギャロット）。
- シルクのことを本名で呼ぶ、数少ない人物のひとり。

である。夫はシルク。おじはドラスニア情報局のリーダー・ジャヴェリン（Javelin）ことケンドン（Khendon）辺境伯。

## 人間性
シルクほどではないが、言動に抜け目がない。一見物腰の柔らかい、教養ある貴族の令嬢に見えるが、その裏には冷静沈着で行動力があり、相手の裏をかくのが得意な一面がひそんでいる。これは両親もスパイであることが影響しているだけではなく、『学園（アカデミー）』（＝ドラスニアのスパイ養成施設）で諜報活動を学んだ課程で身につけたものであろう。
それに加え、勇敢で好奇心旺盛な性格の持ち主で、命に関わるミッションでも率先してこなしたり、仲間であるニーサの宦官サディ（Sadi）のペットの毒蛇ジス（Zith）を可愛がったりする。普通の女性だと卒倒するであろうことを、彼女は平気で行う。それだけ肝がすわっているといっても過言ではない。(とはいえ、最初は気絶するのは必死に耐えていた、と告白している)
そんな彼女だが、もちろん女性らしい一面も持ち合わせている。彼女は幼少の頃からシルクに一途な恋心を抱いており、彼の想いを自分のほうへ引き寄せようとする。したたかな計画の裏に秘められたいじらしさが、彼女をより魅力的に見せている。

## 『マロリオン物語』での活躍
『ベルガリアード物語』から約10年後、アローン諸国内で熊神教徒が謎の急成長を遂げていた。その実情を探るため、彼女は熊神教徒のひとりとして潜入し、リーダーのウルフガー（Ulfgar）に近づく。チェレクのジャーヴィクショルムでは、ウルフガーらを欺くために一役買った。
再び彼女が登場するのはトルネドラの首都トル・ホネスである。ガリオン（Garion）一行が《闇の子》ザンドラマス（Zandramas）に誘拐されたリヴァ（Riva）の皇太子ゲラン（Geran）の行方を追って、トル・ホネスを訪れた時のことである。彼女はドラスニア大使とともにある報せを伝える。それはトルネドラの高級娼婦ベスラ（Bethra）が暗殺されたというものだった。さらに、ベスラがドラスニア情報局でも特殊なスパイ『狩人』であったことも明かされる（この一件で、ベスラと親交が深かったシルクは復讐の鬼と化す）。
トル・ホネスで一行に加わった彼女は、ガリオンの妻セ・ネドラ（Ce'Nedra）と仲良くなる。愛息ゲランを誘拐されてからというもの、気落ちすることが多いセ・ネドラを女魔術師ポルガラ（Polgara）とともに支えていくこととなる。一行はドリュアドの森、ニーサを経て、クトル・マーゴスに入る。クトル・マーゴスの首都ラク・ウルガで国王になったばかりのウルギット（Urgit）と謁見した瞬間、彼女はウルギットの素性を見抜く。
クトル・マーゴスのラク・ハッガで、一行はマロリー皇帝ザカーズ（Zakath）に『賓客』として迎えられる。それから数日が経ったある日、ザカーズの身に異変が生じる。ニーサで仲間になったサディによると、ザカーズは致死率の高いニーサ製の毒薬に冒されており、解毒剤はないという。ガリオンたちがケルの女予言者シラディス（Cyradis）の助言で解毒剤を作る一方、リセルはザカーズに毒を盛った犯人を突き止める。
回復したザカーズの導きで、一行は『賓客』として強制的にマロリーの首都マル・ゼスに行く羽目になる。そこから脱出するために、彼女はガリオンやシルクとともにマル・ゼスでひと騒動起こそうと計画を立てる（しかし、実行に移そうとあちこちで根回しをしている矢先、マル・ゼスで疫病が大流行する）。
都市を完全封鎖したマル・ゼスからどうにか抜け出した一行は、カランダ七王国の王国のひとつ・カタコールにあるアシャバのトラク（Torak）の神殿に向かう。神殿にはトラクの弟子の最後のひとり・ウルヴォン（Urvon）と側近のウルフガーことハラカン（Harakan）がいた。彼らの前に突如あらわれたザンドラマスにガリオンが錯乱する一方、彼女は意外な方法でハラカンを殺害する。ここで彼女の正体と使命が明らかになる。
使命を終えた後も、彼女はガリオン一行についていく。カランダからメルセネ帝国の首都メルセネ、メルセネの公国でザンドラマスの故郷であるダーシヴァ、シラディスの住む町ケルのあるリカンディア、ペリヴォー島、そして予言に出てくる『もはや存在しない場所』。彼女は懐剣と首締め具とえくぼを武器に、過酷な旅を果敢にくぐり抜けていく。
《光と闇の最終対決》が終わった後、彼女はついに長年の恋を実らせる。